# Alexis Viera
Alexis Viera, vollständiger Name Washington Alexis Viera Barreto, (* 18. Oktober 1978 in Montevideo) ist ein ehemaliger uruguayischer Fußballspieler.

## Karriere
Der 1,81 Meter große Torhüter Viera stand zu Beginn seiner Karriere von 1998 bis Ende 2002 in Reihen der Mannschaft des Racing Club de Montevideo. Anschließend gehörte er bis Ende 2005 dem Kader von River Plate Montevideo an. Bei den Montevideanern lief er in der Zwischensaison 2005 sowie der Apertura 2005 saisonübergreifend in 29 Spielen der Primera División auf. Anfang 2006 verpflichtete ihn Nacional Montevideo. In den folgenden Spielzeiten absolvierte er insgesamt 53 Erstligapartien für die „Bolsos“, mit denen er in der Saison 2005/06 Uruguayischer Meister wurde. Mitte Januar 2009 wechselte er zu América de Cali. Bei den Kolumbianern kam in 25 Aufeinandertreffen der Primera A zum Einsatz und schoss ein Tor. Mitte August 2010 schloss er sich Deportivo Ñublense an. In Reihen der Chilenen bestritt er 62 Partien in der Primera División und drei Begegnungen in der Copa Chile. Anfang Januar 2013 kehrte er zu América de Cali zurück. Im Rahmen dieses zweiten Engagements beim Klub aus Cali wurde er in 80 Spielen der Primera B und sechs Partien der Copa Colombia eingesetzt. In der Liga traf er dabei siebenmal als Torschütze in Erscheinung. Seit Mitte Juni 2015 setzte er seine Karriere beim Atlético FC fort. Dort stehen fünf Zweitligaeinsätze für ihn zu Buche. Im August 2015 wurde er als Opfer eines Raubüberfalls in Calis Barrio El Caney durch zwei Schüsse schwer verletzt. Infolge der Verletzungen war er eine Zeit lang teilweise gelähmt. Er beendete daraufhin seine aktive Karriere. Seit April 2016 ist er als Co-Trainer beim Atlético FC tätig.

## Erfolge
- Uruguayischer Meister: 2005/06